# 1111人力銀行
1111人力銀行為全球華人股份有限公司之子公司，由林文雄於1998年成立。集團於1998年時進行企業電子化，將過去的紙本資料轉為電子資料，而成立1111人力銀行。目前1111人力銀行分別在臺北、臺中、臺南、高雄、上海設有分公司，提供企業與求職者的媒合服務，並且於2025年整合AI小精靈替求職者及求才企業廠商精選全職、兼職、打工工讀、實習等多元工作媒合平台。

## 外部連結
- 1111 人力銀行 （页面存档备份，存于）
- Accurate愛客獵股份有限公司 （页面存档备份，存于）